# Мердочит
Мердочи́т — мінерал, подвійний оксогалогенід свинцю і міді. У 8-му виданні класифікації Нікеля - Штрунца був віднесений до класу оксидів та гідроксидів.

## Загальний опис
Хімічна формула: {\displaystyle {\ce {PbCu6O_{8-x}(Cl,Br)_{2x}}}}, де х<=0,5.
Склад у % (з родовища Мемот): PbO — 30,53; CuO — 67,24; нерозч. залишок — 1,11.
Домішки: Fe2O3 (0,17); SiO2 (0,05).
Сингонія кубічна, гексоктаедоичний вид.
Густина 5,9—6,7.
Твердість 4.
Колір чорний.
Риса чорна.
Непрозорий.
Знайдений у вигляді дрібних октаедричних кристалів у парагенезисі з каламіном у родовищі Мемот (штат Аризона, США).
Рідкісний.
Названий за прізвищем американського геолога Й. Мердока (J. Murdoch), J. J. Fahey, 1953.